# 丘盧卡納斯
丘盧卡納斯（Chulucanas）是秘魯的城市，位於該國西北部，由皮烏拉大區負責管轄，距離首府皮烏拉49公里，海拔高度92米，該鎮以陶瓷出名，人口約75,000。